# Illa de Riesco
Illa de Riesco (Isla Riesco) es troba a l'oest de la península de Brunswick, Xile. Ocupa una superfície de 5.110 km² i el punt més alt és el Mont Atalaya a 1.830 m d'altitud. Un canal estret d'aigua la separa de la Patagònia continental un altre canal la separa de la península Muñoz Gamero.
A aquesta illa hi les reserves de carbó més grans de Xile.
Hi ha nombroses glaceres.
Rep el nom del president xilè, de principis del segle xx, Germán Riesco.